# Yoshinori Ohsumi
Yoshinori Ohsumi (大隅 良典, Ōsumi Yoshinori), né le 9 février 1945 à Fukuoka, est un universitaire japonais spécialiste de biologie cellulaire. Après le prix de Kyoto en 2012, il obtient le prix Nobel de physiologie ou médecine 2016 « pour ses recherches sur l'autophagie ». Ce mécanisme joue un rôle primordial dans le renouvellement des cellules et dans la réaction du corps à la faim et aux infections. La cellule va alors consommer ses propres composants ou même se détruire si elle se trouve dans un environnement défavorable.

## Biographie
Yoshinori Ohsumi est né le 9 février 1945 à Fukuoka, au Japon. Il obtient une licence en 1967 et un doctorat en 1974, à l'université de Tokyo. Entre 1974 et 1977 il effectue un post-doctorat à l'Université Rockefeller de New York.
En 1996, il devient professeur à l’Institut national de biologie fondamentale à Okazaki. De 2004 à 2009 il est aussi professeur au Collège doctoral de recherche avancée à Hayama. En 2009 il devient professeur émérite à l’Institut national de biologie fondamentale et au Collège doctoral de recherche avancée. Après avoir pris sa retraite en 2014, il poursuit sa carrière de professeur à l'Institut de recherche innovante (Institute of Innovative Research) au sein de l'université de technologie de Tokyo où il dirige l'unité de recherche cellulaire.

### Prix Nobel
En 2016, il obtient le prix Nobel de physiologie ou médecine pour ses recherches sur l'autophagie,.